# تیگر ۱۳۱
تیگر ۱۳۱ (به انگلیسی: Tiger 131) یک تانک سنگین آلمانی است که در جنگ جهانی دوم توسط هنگ ۴۸ تانک سلطنتی انگلیس در تونس به اسارت گرفته شد. این تانک که در موزهٔ تانک بووینگتن در شهرستان شهرستان دورست انگلستان نگهداری می‌شود، تنها تانک تایگر یک قابل حرکت در جهان است.

## خدمت در آلمان
نام این تانک آلمانی که توسط متفقین تیگر ۱ شناخته می‌شد؛ Panzerkampfwagen VI Tiger Ausf. E نام داشت. ۱۸۱ تانک در کاسل آلمان ساخته شد و بدنه توسط (هنشل) ساخته شد درحالی که برجک آن توسط Wegmann A ساخته شد. مخزن آن در ژانویه یا فوریه ۱۹۴۳ با شماره شاسی ۲۵۰۱۲۲ تکمیل شد. بین ۱۲ مارس و ۱۶ به تونس حمل شد، آوریل ۱۹۴۳. این تانک در طی مبارزات آفریقای شمالی با برجک شماره ۱۳۱ که آن زمان تا امروز شناخته شده‌است، به گروه شماره ۳ در 504th Schwere Heerespanzerabteilung (گردان تانک سنگین آلمان) در تونس اختصاص داده شد.

## اسارت
آلمان‌ها با دانستن اینکه متفقین در حال آماده‌سازی حملهٔ مهمی به سمت تونس هستند، در شب ۲۰/۲۱ آوریل ۱۹۴۳ حمله ای خرابکارانه انجام دادند. چهار نقطه به‌طور همزمان مورد حمله قرار گرفت، از جمله عبور در ضلع شمالی تپه ای به نام جبل جفا.
دو تیگر و چند تانک دیگر قبل از طلوع از این گردنه عبور کرده و در طول روز به تدریج به عقب رانده شدند. تیگر ۱۳۱ با سه شلیک ۶ تیری از تانک‌های چرچیل انگلیس از یک اسکادران، ۴ نیرو از هنگ ۴۸ تانک سلطنتی (RTR) مورد اصابت قرار گرفت. یک ضربه محکم به لوله تفنگ تیگر برخورد کرد و در حلقه برجک آن ریکرو شد، راننده و توپچی جلو را زخمی کرد و رادیو را از بین برد. شلیک دوم به بلند کننده برجک برخورد کرد و دستگاه بلند شدن اسلحه را از کار انداخت. شلیک سوم به دریچه لودر برخورد کرد و قطعات را به برجک منحرف کرد. خدمه آلمانی با وثیقه، مجروحان خود را با خود بردند و تانک را رها کردند. تیگر ۱۳۱ اولین تانک سالم دست نخورده اسیر شده توسط نیروهای انگلیس بود.